# Пикель, Ричард Витольдович
Ри́чард Вито́льдович Пи́кель (20 июля 1896, Тифлис — 25 августа 1936, Москва) — советский государственный и культурный деятель.

## Биография
Сын литовки, Пикель Станиславы Францевны, и англичанина. Окончил гимназию в Таганроге (1915), затем учился на юридическом факультете Ростовского университета (не окончил), работал в Ростове-на-Дону репортёром в газете и секретарём статистического управления городской управы. В феврале 1917 г. вступил в РСДРП(б).
В 1917—1919 годах занимал ряд руководящих постов регионального значения: в частности, в ноябре-декабре 1917 года был народным комиссаром юстиции, затем в январе-апреле 1918 года — народным комиссаром просвещения Западной области. После реорганизации Западной области с мая 1918 года по февраль 1919 года возглавлял Могилёвский губернский революционный комитет и ВСНХ Западной коммуны, Северной Белоруссии и Литвы. В марте-ноябре 1919 года председатель Минского губревкома. В этот период входил в состав Минского городского, Минского и Смоленского областных комитетов ВКП(б), Центральный комитет Коммунистической партии Литвы и Белоруссии.
С ноября 1919 года по январь 1922 года возглавлял политические управления частей РККА: сперва 16-й армии, затем 6-й армии, с мая 1921 года начальник политуправлений войск Украины и Крыма, член ЦИК УССР. Затем в 1922—1924 годах военный комиссар Высших военных академических курсов старшего комсостава. В 1924—1926 годах заведовал секретариатом Председателя исполкома Коминтерна Григория Зиновьева. Опубликовал популярную книгу о Демокрите «Великий материалист древности» (1924, с предисловием Л. Аксельрод), по мнению автора фундаментальной раннесоветской «Истории атеизма» И. П. Вороницына содержащую «прекрасное изложение и оценку учения Демокрита».
С 1925 года принадлежал к «новой» («ленинградской»), а с 1926 года — к объединённой оппозиции, за что в 1927 году был исключён из партии. После подачи заявления об отходе от оппозиции в 1929 году был восстановлен в ВКП(б).
В 1927—1929 годах один из членов (в некоторые периоды заместитель и исполняющий обязанности председателя) Главного репертуарного комитета. Выступал также как литературный и театральный критик — в частности, с разгромной статьёй о драматургии Михаила Булгакова, резюмировавшей: «Талант его столь же очевиден, как и социальная реакционность его творчества»; по мнению современного публициста, «вошёл в историю как один из самых злобных хулителей Михаила Булгакова». Затем заместитель директора в Камерном театре Александра Таирова, «политический директор» во время зарубежных гастролей театра в 1930 году. С 1932 года ответственный редактор Союза Драматургов. Под редакцией и с предисловием Пикеля вышла, в частности, монография А. А. Гвоздева «Театр послевоенной Германии» (1933), предваряет его предисловие и мемуарные «Мои записки» В. Кригер (1930).
В 1934—1935 годах работал на острове Шпицберген директором учебного комбината.
16 июня 1936 года был арестован и в августе того же года выведен в качестве обвиняемого на Первый московский процесс — по делу «антисоветского объединенного троцкистско-зиновьевского центра». 20 августа 1936 года исключён из Союза писателей. 24 августа 1936 года, как и все подсудимые, приговорён к высшей мере наказания и расстрелян на следующий день. Похоронен на Донском кладбище.
Реабилитирован Пленумом Верховного Суда СССР 13 июля 1988 года.
Адрес в Москве — улица Арбат, д.35, кв.32.
1-й брак — Надежда Андреевна Лиманова (1899—1988)
2-й брак — Ева Владимировна Брацлавская
Сын — Ричард Ричардович Брацлавский родился после ареста отца — в октябре 1936 года. Жил в Киеве, затем — в Израиле. Умер в 2014 году.

## Сочинения
- Великий материалист древности. (Демокрит). — Новая Москва, 1924
- Опыт путеводителя по ленинским сборникам. — М., Московский рабочий, 1925